# Visa (företag)
Visa är ett av världens största kreditkort- och betalningsvarumärken ägt av Visa International Service Association (en rekursiv akronym), en börsnoterad organisation bestående av över 21 000 finansiella institutioner.

## Historik
Visa-kortet gavs först ut 1958 av Bank of America, då under namnet Bank AmeriCard. Namnet Visa registreras 1970. Bank AmeriCard bytte 1976 namn till Visa. I dag är JPMorgan Chase den största utgivaren i världen.
Visa själva ställer inte ut några kort. Istället licensierar man sina medlemmar att ge ut kort med Visa-logotypen och som fungerar i Visas nätverk. Korten finns i flera nivåer av kort, såsom standard, Guld, Platinum och Infinite.  

## Regler vid betalning
Bankernas avtal med säljföretagen tillåter inte att de tar ut en extra avgift vid inköp med Visa-kort eller att de nekar kortinnehavaren inköp under en viss summa.
Säljföretagen har sedan EU:s betaltjänstdirektiv 2010 möjlighet att ingå avtal med vilken bank som helst om inlösen av Visa-kort. Tidigare har det enbart varit möjligt att ingå avtal om kort för både Visa och Mastercard.

## Politiskt inflytande
I mars 2022 beslutade Visa, på grund av den ryska invasionen i Ukraina, att stoppa sina transaktioner i Ryssland samt med i Ryssland utfärdade kreditkort (se även: Internationella reaktioner mot Ryssland i samband med Ukraina-krisen)